# Lisa (Brașov)
Lisa is een Roemeense gemeente in het district Brașov.
Lisa telt 1613 inwoners.